# Pax Christi
Pax Christi International (PCI, Pax Christi is Latijn voor Vrede van Christus) is een internationale katholieke vredesbeweging met secretariaat in Brussel en afdelingen in 58 verschillende landen, waaronder Pax Christi Nederland en in België Pax Christi Vlaanderen en BePax.

## Geschiedenis
Begin 1945 werd Pax Christi in Frankrijk opgericht door Marthe Dortel-Claudot en bisschop Pierre-Marie Théas. Belangrijk hierbij was het streven bij hen naar verzoening tussen Frankrijk en Duitsland op het moment dat de Tweede Wereldoorlog nog niet eens over was, met als basis de bergrede. Binnen enkele jaren werden er in meerdere West-Europese landen lokale organisaties opgericht. De organisatie van pelgrimstochten naar Lourdes werden zo'n succes dat het grote financiële problemen gaf voor de nog jonge organisatie. Mede daardoor werd in 1951 de bisschop van Parijs kardinaal Maurice Feltin gevraagd internationaal voorzitter te worden.
Het kerkelijk schrijven Pacem in Terris (encycliek) (Vrede op Aarde, 1963) en de pastorale constitutie Gaudium et Spes (Vreugde en hoop, 1965) van het Tweede Vaticaans Concilie over de Kerk in de wereld van deze tijd waren een stimulans voor PCI. In 1965 werd Feltin opgevolgd door de Nederlandse kardinaal Bernardus Alfrink die besloot om het secretariaat te verplaatsen van Parijs naar Den Haag waar Carel ter Maat internationaal secretaris werd. In de jaren 1970 kwam de nadruk meer te liggen op onderwerpen als de relatie met de kerken in Oost-Europa en nucleaire wapenwedloop. De catalaanse kapucijn Joan Botam i Casals en criticus van Franco was actief lid. In 1978 verhuisde het secretariaat naar Antwerpen en werd Etienne De Jonghe internationaal secretaris. 
In 2005 was PCI actief in ongeveer vijftig landen en heeft het ruim zestigduizend leden. In november 2006, tijdens de vergadering van het uitvoerende comité werd de Haïtiaanse oud-premier Claudette Werleigh verkozen tot internationaal secretaris en verving vanaf 4 november 2007 De Jonghe. 
In mei 2015 tijdens de wereldbijeenkomst van PCI in Bethlehem werd de bezorgdheid uitgesproken over het beleid van Israël ten aanzien van het Palestijnse volk. De VN-lidstaten werd opgeroepen om Resolutie 242 Veiligheidsraad Verenigde Naties uit te voeren. In de slotverklaring 'The Bethlehem Commitment, Bringing the Future into Focus 2015-2020' zetten ze in grote lijnen hun beleid voor de komende vijf jaren uiteen.

## Internationaal voorzitter
- 1951-1978: kardinaal Maurice Feltin -  Frankrijk
- 1965-1978: kardinaal Bernardus Alfrink -  Nederland
- 1978-1985: bisschop Luigi Bettazzi -  Italië
- 1985-1990: kardinaal Franz König -  Oostenrijk
- 1990-1999: kardinaal Godfried Danneels -  België
- 1999-2007: patriarch Michel Sabbah -  Israël

Sinds 2007 bestaat het voorzitterschap uit een bisschop en een vrouw. De voorzitters worden verkozen tijdens een driejaarlijkse wereldbijeenkomst
- 2007-2010: aartsbisschop Laurent Monsengwo Pasinya -  Congo-Kinshasa
- 2007-heden: Marie Dennis  Verenigde Staten
- 2010-heden: bisschop Kevin Dowling -  Zuid-Afrika

## Erkenning
- 1983: UNESCO-prijs voor Vredeseducatie.